# Pleomothra fragilis
Pleomothra fragilis is een ladderkreeftensoort uit de familie van de Godzilliidae. De wetenschappelijke naam van de soort is voor het eerst geldig gepubliceerd in 2008 door Koenemann, Ziegler, Iliffe.